# 조지 베스트
조지 베스트(영어: George Best, 북아일랜드 벨파스트, 1946년 5월 22일 ~ 2005년 11월 25일)는 북아일랜드의 전 축구 선수로, 맨체스터 유나이티드에서 뛰어난 활약을 펼친 윙어이다.
조지 베스트는 빠른 속도, 강한 몸싸움, 개인기 그리고 화려한 드리블을 펼치는 경기 스타일로 최고 선수 반열에 올라있었다. 그는 드리블 능력과 득점력이 뛰어난 윙어로 실력뿐만 아니라 수려한 외모로 많은 인기를 얻었다.
그러나 약물 복용, 음주, 스캔들 등의 여러 복잡한 사생활로 오랜 선수 생활을 하진 못했다. 선수 은퇴 후에도 그의 사생활은 매우 복잡했으며 과도한 음주로 인해 결국 2002년에 간 이식 수술을 받았고 3년 후 간이식 수술의 후유증으로 사망하고 말았다. 또한 그는 북아일랜드의 축구 선수로는 유일하게 FIFA 100에 포함되었다.

## 생애
조지 베스트는 1946년, 디키 베스트 (Dickie Best. 1919 ~ 2008)와 앤 베스트 (Anne Best. 1922 ~ 1978) 사이에서 태어난 1남 4녀중 첫째 아들로, 벨파스트의 동쪽에 위치해있는 크레이가의 한 마을에서 태어났다.
형제로는 캐롤, 바바라, 줄리, 그레이스 총 5남매였으며 가족을 끔찍히 사랑하였는데, 자서전을 통해 가족에 대한 애정을 밝히기도 하였다.
그의 아버지 디키 베스트는 2008년 북아일랜드 던도날드의 얼스터 병원에서 88세 나이로 사망하였으며, 어머니 앤 베스트는 조지 베스트가 32살이던 1978년 알콜 중독으로 인한 심혈관 질환으로 55세에 사망하였다.

## 클럽 경력

### 맨체스터 유나이티드
뮌헨 참사이후 팀의 재건을 위해 각국에 파견되었었던 스카우트들 중 북아일랜드의 벨파스트에 파견되었던 스카우트 밥 비숍에 의해 당시 15살이던 조지 베스트는 맨체스터 유나이티드에 스카우트된다. 밥 비숍은 베스트를 발견하였을 당시 감독이었던 매트 버스비에게 "천재를 발견하였습니다" 라고 보고 하였고, 맨유에 입단하게 된다
하지만 맨유 입단 이후 조지 베스트는 좀처럼 팀에 쉽게 적응하지 못하였는데, 고향인 벨파스트에 대한 향수병 때문이였다. 이 때문에 멋대로 팀을 무단 이탈하여 벨파스트로 돌아가버리는 일이 잦아져, 그의 아버지가 설득을 해서 맨체스터로 돌려보내곤 하였다.
그렇게 운영진들의 애를 먹이던 베스트는 맨유에게 한가지 파격적인 제안을 하게 된다. 매주 경기가 끝난후 벨파스트로 돌아갈수있게 왕복 비행기 티켓을 마련해 달라는 것이였다.
프로 데뷔조차 하지 않은 선수의 이 제안은 맨유 운영진에겐 황당하였으나 당시 팀에서 최고의 잠재적 재능을 가진 선수였기에 거절을 하기에도 버거운 요구였다. 하지만 베스트의 재능을 알아본 버스비 감독은 이 제안을 수락하게 된다.
그는 마침내 17세가 되던 1963년 맨체스터 유나이티드에서 데뷔를 하게 되고, 11시즌 동안 팀의 중심 선수로서 공격을 이끌었다. 베스트가 활동하는 동안 맨체스터 유나이티드는 리그 우승 2회를 기록했으며, 특히 1967-68 시즌에는 28골을 넣어 득점왕에 오르기도 했다. 이 기록은 2007-08 시즌 크리스티아누 호날두가 기록을 갱신하기전 잉글랜드 1부 리그 한 시즌 윙어 최다 득점 기록이었다.
그리고 1967-68 시즌에 아주 중요한 사건이 하나 더 있었으니, 바로 맨체스터 유나이티드의 사상 첫 유러피언컵 우승이었다. 맨체스터 유나이티드는 런던의 웸블리 경기장에서 SL 벤피카를 4-1로 꺾고 우승을 했는데, 이는 1958년 뮌헨 비행기 참사로 추락했던 잉글랜드 축구가 10년 만의 부활을 알리는 신호탄이기도 했다. 당시 결승전에서 골을 넣으며 보비 찰턴, 데니스 로와 함께 맨체스터 유나이티드의 유러피언컵 우승을 이끈 공로로, 조지 베스트는 1968년 발롱도르 (유럽최우수선수상)를 수상하였다. 또 이 시절 맨체스터 유나이티드의 영향력과 공격력은 실로 대단했는데, 사람들이 이러한 맨체스터 유나이티드를 보며 "붉은 악마"(Red Devils)라고 부르기 시작했다고 한다.
조지 베스트는 골키퍼까지 제치는 드리블, 절묘한 루프슛 등 윙어로서 필요한 자질을 두루 갖추어 누구나 인정하는 선수였다. 특히 수려한 외모와 긴머리를 휘날리며 그라운드를 누비는 조지 베스트의 영향력은 대단했는데 여성에게 인기가 굉장히 많아서 축구계의 슈퍼스타, 비틀즈의 제 5의 멤버라는 뜻의 '엘 비틀' 등으로 불리기도 하였다. 특히 조지 베스트의 특기는 역시 스피드를 살린 드리블이었는데 상대 수비수의 태클에도 균형을 잃지 않으면서 신기에 가깝게 공을 몰고 돌진하였다. 그의 이 드리블 모습을 보고, 사람들은 마치 춤을 추는 것 같기도 평하기도 하였다. 뿐만 아니라 슛기술도 뛰어나서 감각적인 슛팅으로 많은 득점을 올린 바 있다.
자유분방하고 쾌활한 성격으로 팬들의 사랑을 많이 받았지만, 베스트에게 아버지나 다름없었던 버즈비 감독이 떠난 뒤 알코올에 의존하게 되었다.
무단 훈련 불참에 기량이 하락한건 물론이고 맨체스터 유나이티드에서 갑자기 은퇴 선언을 하면서 뛰쳐나오는가 하면 음주 운전과 심지어 경찰관 폭행 사건으로 체포되는 일도 있었다고 한다. 말년에는 스코틀랜드, 미국, 오스트레일리아에서 선수 생활을 하기도 하였다.
은퇴 후에는 두 번의 이혼을 당할 정도로 그의 사생활은 복잡해졌다. 알코올 중독으로 인해 병세가 악화되었고 2002년에는 간 이식 수술을 받기도 했다. 2005년 향년 59세의 나이로 생을 마감하였다. 그의 사망 직후 열린 잉글랜드의 모든 축구 경기에서 1분간 묵념이 행해졌고, 고향 벨파스트에는 무려 10만명의 사람들이 모여들었다. 베스트가 얼마나 사랑받는 선수였는지 알 수 있는 대목이다.
2006년 5월 벨파스트 시티 공항은 그의 업적을 기념하기 위해 조지 베스트 벨파스트 시티 공항으로 바꾸었고 같은 해 11월 얼스터 은행은 그의 초상화가 그려진 5파운드 지폐를 발행했다.

## 기록
| 클럽                      | 시즌    | 리그 | 리그 | FA 컵 | FA 컵 | 리그 컵 | 리그 컵 | 유럽 | 유럽 | 기타1 | 기타1 | 총계 | 총계 |
| 클럽                      | 시즌    | 경기 | 골   | 경기  | 골    | 경기    | 골      | 경기 | 골   | 경기  | 골    | 경기 | 골   |
| ------------------------- | ------- | ---- | ---- | ----- | ----- | ------- | ------- | ---- | ---- | ----- | ----- | ---- | ---- |
| 맨체스터 유나이티드       | 1963–64 | 17   | 4    | 7     | 2     | –       | –       | 2    | 0    | 0     | 0     | 26   | 6    |
| 맨체스터 유나이티드       | 1964–65 | 41   | 10   | 7     | 2     | –       | –       | 11   | 2    | 0     | 0     | 59   | 14   |
| 맨체스터 유나이티드       | 1965–66 | 31   | 9    | 5     | 3     | –       | –       | 6    | 4    | 1     | 1     | 43   | 17   |
| 맨체스터 유나이티드       | 1966–67 | 42   | 10   | 2     | 0     | 1       | 0       | –    | –    | 0     | 0     | 45   | 10   |
| 맨체스터 유나이티드       | 1967–68 | 41   | 28   | 2     | 1     | –       | –       | 9    | 3    | 1     | 0     | 53   | 32   |
| 맨체스터 유나이티드       | 1968–69 | 41   | 19   | 6     | 1     | –       | –       | 6    | 2    | 2     | 0     | 55   | 22   |
| 맨체스터 유나이티드       | 1969–70 | 37   | 15   | 8     | 6     | 8       | 2       | –    | –    | 0     | 0     | 53   | 23   |
| 맨체스터 유나이티드       | 1970–71 | 40   | 18   | 2     | 1     | 6       | 2       | –    | –    | 3     | 1     | 51   | 22   |
| 맨체스터 유나이티드       | 1971–72 | 40   | 18   | 7     | 5     | 6       | 3       | –    | –    | 1     | 1     | 54   | 27   |
| 맨체스터 유나이티드       | 1972–73 | 19   | 4    | 0     | 0     | 4       | 2       | –    | –    | 0     | 0     | 23   | 6    |
| 맨체스터 유나이티드       | 1973–74 | 12   | 2    | 0     | 0     | 0       | 0       | –    | –    | 0     | 0     | 12   | 2    |
| 맨체스터 유나이티드       | 합계    | 361  | 137  | 46    | 21    | 25      | 9       | 34   | 11   | 8     | 3     | 474  | 181  |
| 스톡포트 카운티           | 1975–76 | 3    | 2    | 0     | 0     | 0       | 0       | –    | –    | –     | –     | 3    | 2    |
| 코크 셀틱                 | 1975–76 | 3    | 0    | 0     | 0     | 0       | 0       | –    | –    | –     | –     | 3    | 0    |
| 로스앤젤레스 아즈텍스     | 19762   | 24   | 15   | –     | –     | –       | –       | –    | –    | –     | –     | 24   | 15   |
| 풀럼                      | 1976–77 | 32   | 6    | 2     | 0     | 3       | 2       | –    | –    | –     | –     | 37   | 8    |
| 풀럼                      | 1977–78 | 10   | 2    | 0     | 0     | 0       | 0       | –    | –    | –     | –     | 10   | 2    |
| 풀럼                      | 합계    | 42   | 8    | 2     | 0     | 3       | 2       | –    | –    | –     | –     | 47   | 10   |
| 로스앤젤레스 아즈텍스     | 19773   | 25   | 13   | –     | –     | –       | –       | –    | –    | –     | –     | 25   | 13   |
| 로스앤젤레스 아즈텍스     | 1978    | 12   | 1    | –     | –     | –       | –       | –    | –    | –     | –     | 12   | 1    |
| 로스앤젤레스 아즈텍스     | 합계    | 37   | 14   | –     | –     | –       | –       | –    | –    | –     | –     | 37   | 14   |
| 포트로더데일 스트라이커스 | 19783   | 14   | 5    | –     | –     | –       | –       | –    | –    | –     | –     | 14   | 5    |
| 포트로더데일 스트라이커스 | 1979    | 19   | 2    | –     | –     | –       | –       | –    | –    | –     | –     | 19   | 2    |
| 포트로더데일 스트라이커스 | 합계    | 33   | 7    | –     | –     | –       | –       | –    | –    | –     | –     | 33   | 7    |
| 하이버니언                | 1979–80 | 13   | 3    | 3     | 0     | 0       | 0       | –    | –    | –     | –     | 16   | 3    |
| 하이버니언                | 1980–81 | 4    | 0    | 0     | 0     | 2       | 0       | –    | –    | –     | –     | 6    | 0    |
| 하이버니언                | 합계    | 17   | 3    | 3     | 0     | 2       | 0       | –    | –    | –     | –     | 22   | 3    |
| 새너제이 어스퀘이크스     | 1980    | 26   | 8    | –     | –     | –       | –       | –    | –    | –     | –     | 26   | 8    |
| 새너제이 어스퀘이크스     | 1981    | 30   | 13   | –     | –     | –       | –       | –    | –    | –     | –     | 30   | 13   |
| 새너제이 어스퀘이크스     | 합계    | 56   | 21   | –     | –     | –       | –       | –    | –    | –     | –     | 56   | 21   |
| 본머스                    | 1982–83 | 5    | 0    | 0     | 0     | 0       | 0       | –    | –    | –     | –     | 5    | 0    |
| 브리즈번 라이언즈         | 1983    | 4    | 0    | 0     | 0     | –       | –       | –    | –    | –     | –     | 4    | 0    |
| 토버모어 유나이티드       | 1983–84 | 0    | 0    | 1     | 0     | –       | –       | –    | –    | –     | –     | 1    | 0    |
| 합계                      | 합계    | 585  | 207  | 52    | 21    | 30      | 11      | 34   | 11   | 8     | 3     | 709  | 253  |

## 수상

#### 맨체스터 유나이티드
- 퍼스트 디비전 : 1964–65, 1966–67
- 채리티 쉴드 : 1965, 1967
- 유로피언컵 : 1967-68

#### 하이버니안
- 이스트 오브 스코틀랜드 실드 : 1979-80

#### 북아일랜드
- 브리티시 홈 챔피언십 : 1964

### 개인
- 발롱도르 : 1968
- 퍼스트 디비전 득점왕 : 1967–68
- FWA 올해의 선수 : 1967–68
- FWA 공로상 : 2000
- PFA 공로상 : 2006
- 골든풋 : 2005

#### 선정
- 발롱도르 드림팀 브론즈 : 2020
- UEFA 주빌리 어워드 : 2003
- UEFA 골든 주빌리 투표 : 19위
- PFA 세기의 팀 : 2007
- 월드 사커 20세기 최고의 선수 8위
- 잉글랜드 축구 명예의 전당 : 2002
- 풋볼 리그 레전드 100인
- FIFA 100

#### 발롱도르
- 1967 - 8
- 1968 - 1
- 1969 - 6
- 1971 - 3

## 사진

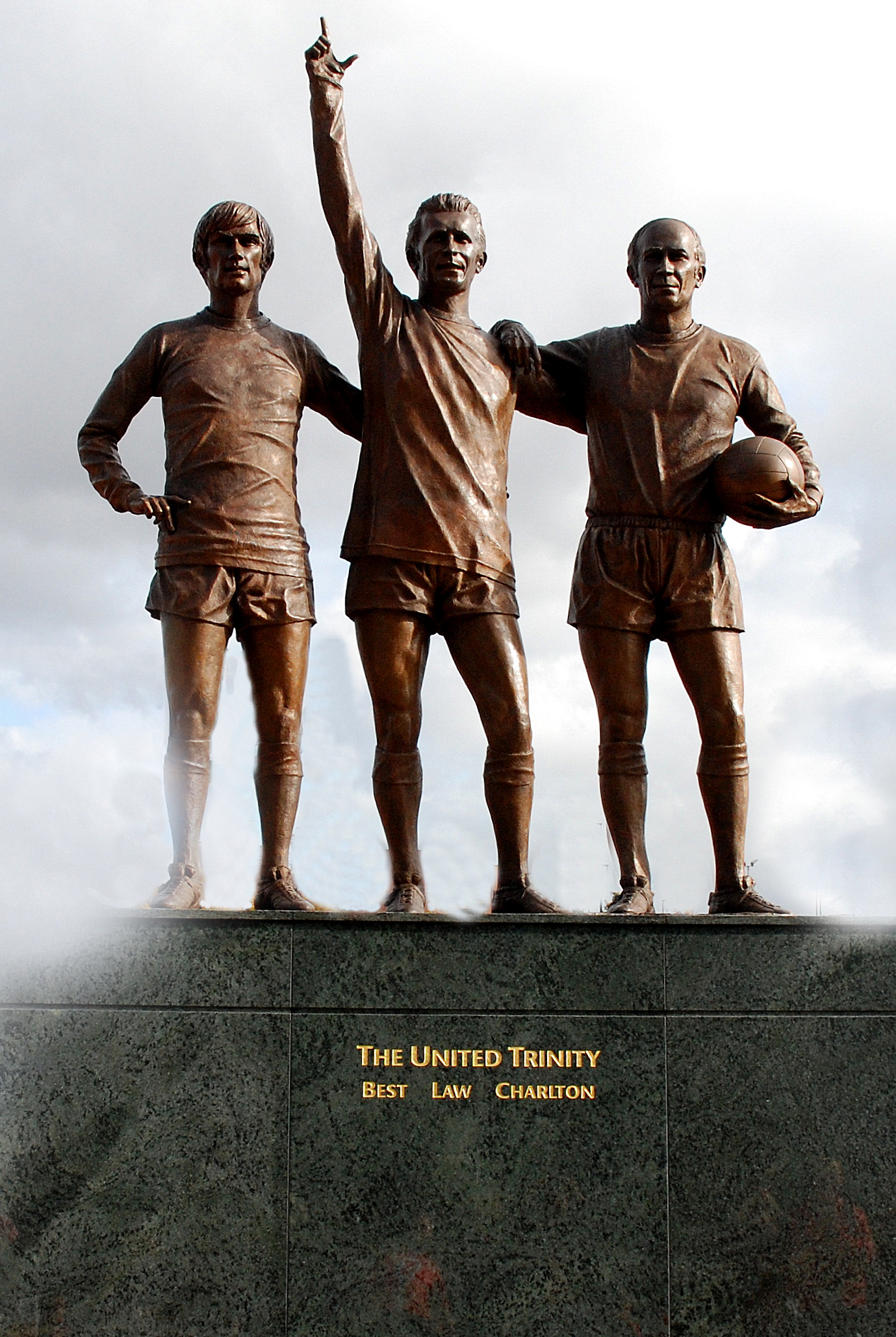
올드 트레포드 앞에 세워진 동상(왼쪽부터 조지 베스트, 데니스 로, 보비 찰턴)
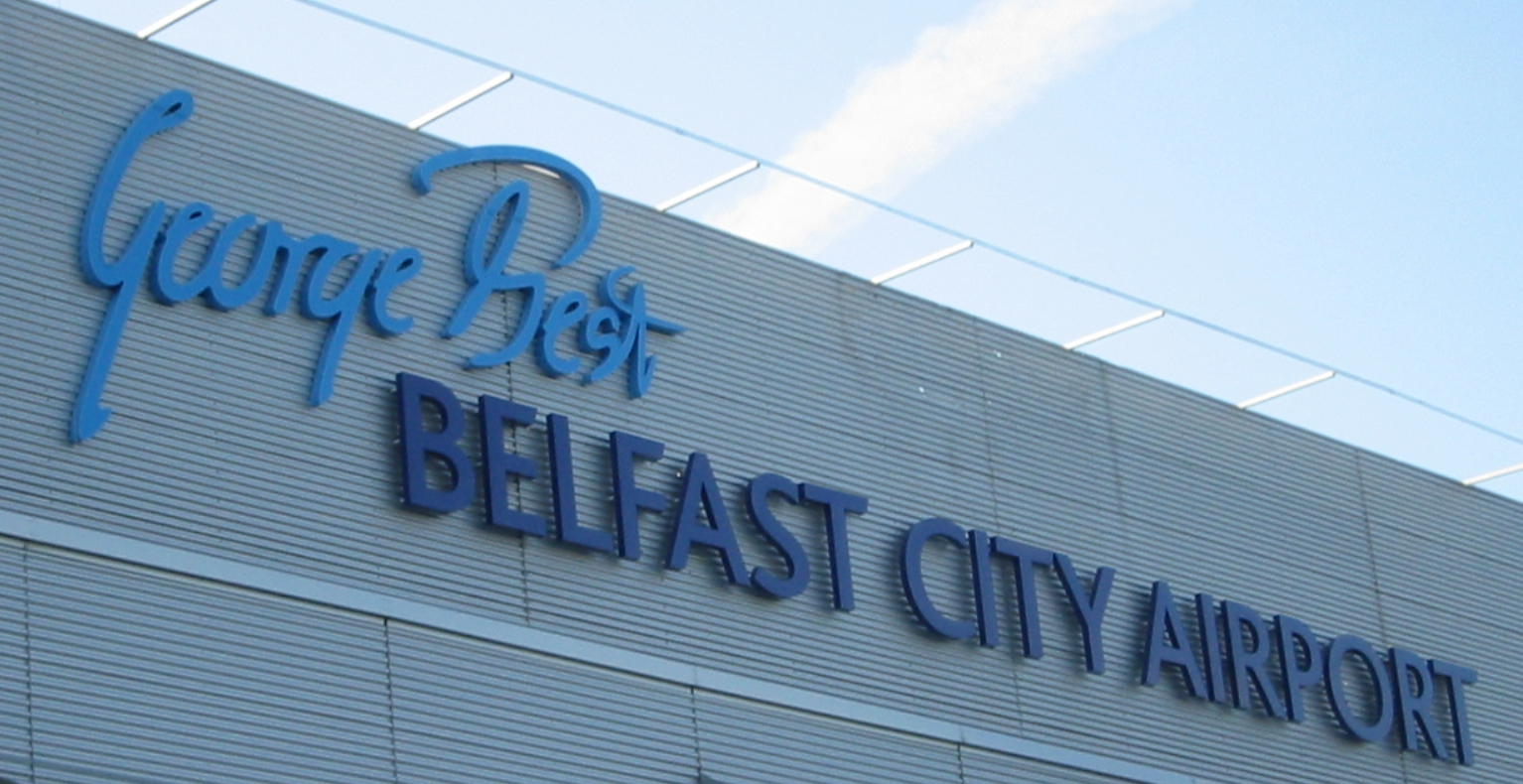
조지 베스트 벨파스트 시티 공항 현판